# Conseil d'Ouvetitchi
 (décembre 2023).
Si vous disposez d'ouvrages ou d'articles de référence ou si vous connaissez des sites web de qualité traitant du thème abordé ici, merci de compléter l'article en donnant les références utiles à sa vérifiabilité et en les liant à la section « Notes et références ».
Le conseil d'Ouvetitchi consistait en deux réunions de la plus ancienne génération de princes de la Rus' de Kiev. Il s'est déroulé en août 1100, et avait un double objectif : provoquer une réconciliation entre les princes et porter un jugement sur le prince David Igorevitch (de). Le lieu de la conférence était la ville d'Ouvetitchi, située sur la rive droite du Dniepr, non loin de Kiev. C'est aujourd'hui le village de Vytatchiv dans l'Oblast de Kiev.
La Chronique primaire de la Rus (la Chronique des temps passés, Povest' vremennykh let) est la principale source d'information pour ces réunions, et les informations sont présentées deux fois dans la chronique : d'abord en détail sous l'année 1097, puis séquentiellement sous les années 1098-1100.

## Contexte

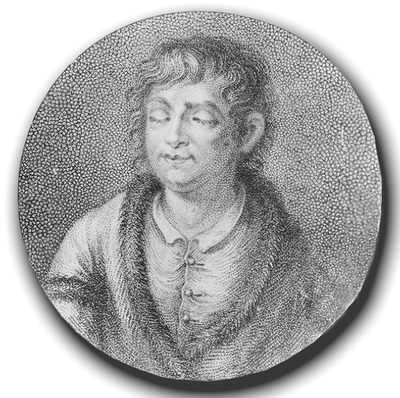
, rendu aveugle par et le prince Sviatopolk II Iziaslavitch de Kiev.

Le conseil a été précédé d'un grave conflit impliquant les régions de Volhynie et de Galicie. Il a commencé en novembre 1097 lorsque, en violation des accords conclus lors de la précédente réunion des princes au congrès de Lioubetch, le prince volhynien David Igorevitch (ru) et le prince Sviatopolk II Iziaslavitch de Kiev ont capturé et rendu aveugle Vassylko Rostislavitch (en), prince de Terebovlia (en), que Sviatopolk avait convaincu par la ruse de venir à Kiev. Les princes se sont réunis parce qu'ils soupçonnaient une alliance entre Vassylko et Vladimir II Monomaque, dont le but était d'installer Vladimir à Kiev et Vassylko dans toutes les régions de l'ouest, et parce que le prince David était préoccupé par son propre sort.
David avait lancé une campagne pour prendre possession des biens de Vassylko, mais il fut contré par Volodar, le frère aîné de Vassylko, qui assiégea David à Boujsk et réussit à obtenir la libération de son frère. Au printemps de l'année suivante, en 1098, Vassylko et Volodar assiégèrent David dans la ville de Vladimir Ier. Ils finirent par faire la paix, après que les boyards responsables de l'aveuglement de Vassylko leur aient été remis pour jugement.
En 1098, les cousins de Sviatopolk, Vladimir II Monomaque, David Sviatoslavitch et Oleg Sviatoslavitch, se réunirent à Gorodets. Menaçant d'une action militaire, ils exigèrent que Sviatopolk expulsât David Igorevitch. Sviatopolk priva alors David Igorevitch de son trône à Vladimir, l'obligeant à fuir en Pologne, et Sviatopolk installa son fils Mstislav Iaroslav.
Par la suite, Sviatopolk entra en guerre contre Vassylko et Volodar, affirmant que selon la loi dynastique, les terres qu'ils détenaient lui appartenaient. Sviatopolk fut vaincu à Rozhne Pole. Le roi Coloman de Hongrie rejoignit le conflit aux côtés de Sviatopolk. L'exilé David Igorevitch prit le parti de Vassylko et de Volodar, fit venir les Coumans et battit les Hongrois à la rivière Wiar (en).
Davyd assiégea ensuite Mstislav et s'empara de sa ville. Le fils de Sviatopolk fut tué par une flèche pendant le siège le 12 juin 1099. Le 5 août, la ville de Vladimir fut reprise par Putyata, un commandant militaire kiévien, mais David, avec l'aide des Coumans, prit à nouveau possession de la ville et de Loutsk, chassant l'allié de Sviatopolk, Sviatoslav Davidovitch.

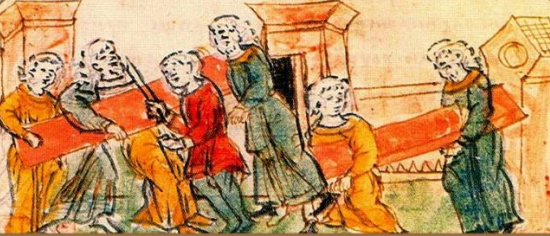
Chronique des Radziwiłł : Vassyklo rendu aveugle et le
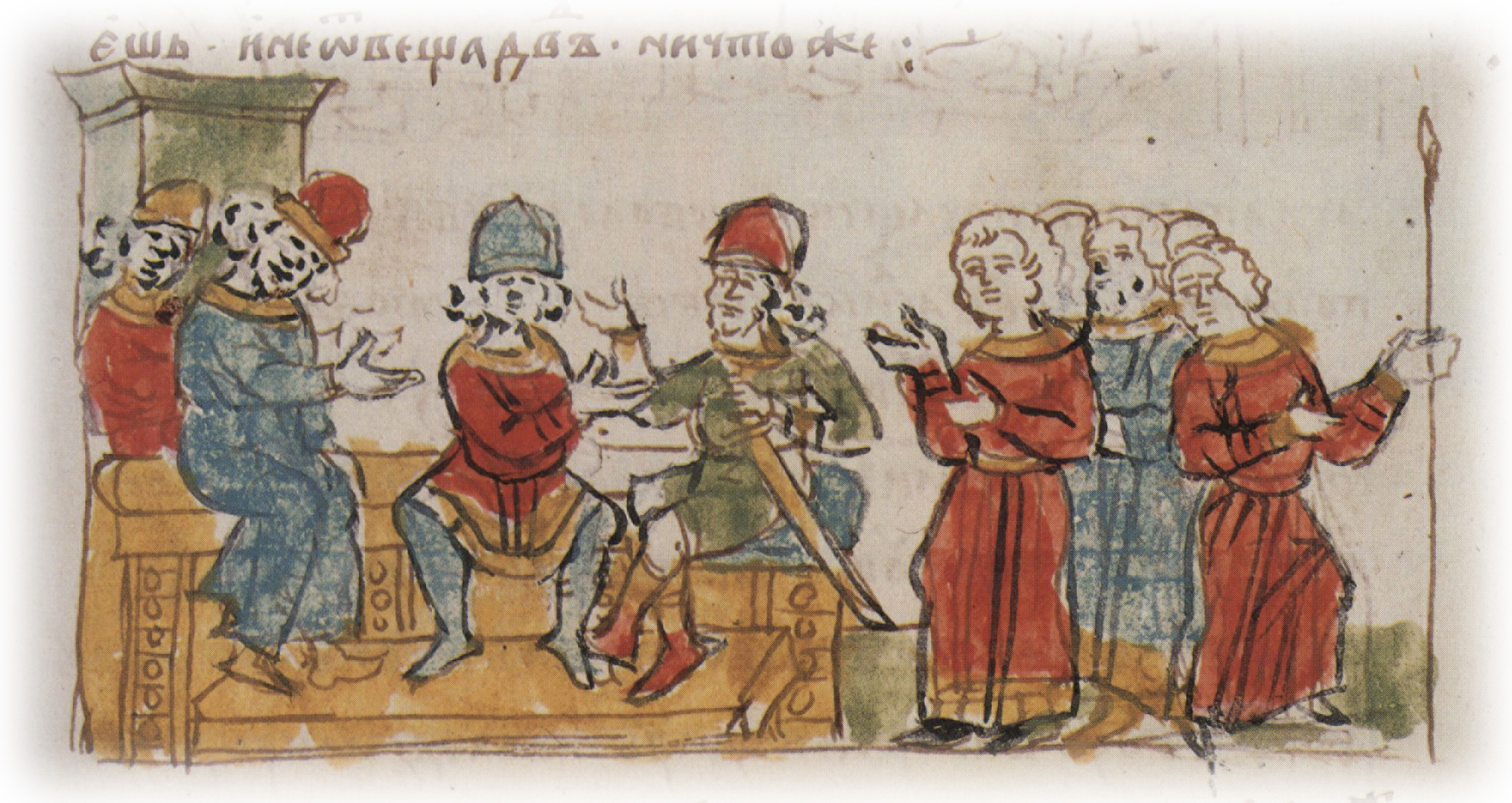
conseil d'Ouvetitchi vu par un artiste de la fin du XVe siècle.

## Le conseil et ses conséquences
La première réunion eut lieu le 10 août, et Sviatopolk, Vladimir Monomakh, Davyd Sviatoslavitch et Oleg "ont fait la paix entre eux." Lorsqu'ils se réunirent à nouveau le 30 août, ils convoquèrent David Igorevitch. Après avoir écouté ses explications, les frères s'éloignèrent de lui, le laissant seul, et ils ne lui permirent pas de parler.
Les membres de la famille montèrent à cheval : Sviatopolk était avec sa suite militaire et Davyd et Oleg chacun avec leur propre suite, mais David Igorevitch resta à l'écart car les autres ne voulaient pas l'admettre en leur présence pendant qu'ils discutaient de lui. Une fois leur décision prise, ils lui envoyèrent des messagers : Sviatopolk délégua Putyata, Vladimir s'en remit à Orogost et Ratibor, et Davyd et Oleg choisirent Torchin.
Les émissaires annoncèrent la décision de la parenté : "Nous ne te donnerons pas le trône de Vladimir parce que tu as levé l'épée sur nous d'une manière jamais vue auparavant dans le pays de la Rus'". Il fut privé de Vladimir-Volhynsky, qui fut donné au fils de Sviatopolk, Iaroslav. En échange, il reçut de Sviatopolk les villes de Boujski Ostrog, Douben, Tchartorysk et un wergeld de 400 grivnas des autres frères, soit 200 de Vladimir et 200 des fils de Sviatoslav. Plus tard, Sviatopolk donna la ville de Dorogobouj à David. Quant à Vassylko et Volodar, la décision fut prise de priver Vassylko de son trône à Terebovlia, apparemment parce qu'un prince aveugle est considéré comme incapable de gouverner. Des émissaires envoyèrent à Volodar avec l'ordre soit de s'occuper personnellement de son frère aveugle, soit d'envoyer son frère à Kiev, où les princes promirent de s'occuper de lui. Vassylko et Volodar n'acceptèrent ces ordres. Les conditions dans lesquelles la paix fut conclue ne sont pas connues, mais Vassylko est resté prince de Terebovlia jusqu'à sa mort.
Peu de temps après, Sviatopolk entra en conflit avec le prince Iaroslav Iaropolkovitch, son neveu, par son frère aîné qui avait été tué par Vassylko et Volodar en 1086. Finalement, Iaroslav mourut dans une prison de Kiev.